# Loúis Tsátoumas
Loúis Tsátoumas (grec moderne : Λούης Τσάτουμας ; né le 12 février 1982 à Messíni) est un athlète grec, spécialiste du saut en longueur. Il a un record personnel de 8,66 m obtenu en 2007 (meilleure performance mondiale de l’année). Il mesure 1,87 m pour 76 kg. Il est affilié au club Olympiakos du Pirée.

## Carrière
Il a terminé 8e aux Championnats d’Europe de 2006 (avec la marque de 7,84 m – 8,09 m en qualifications).
Deux fois vainqueur du Saut en longueur en Coupe d'Europe des nations. En août 2007, il renonce à participer aux Championnats du monde à Osaka.
Il met un terme à sa carrière en juin 2017,.

## Palmarès
| Date | Compétition                       | Lieu       | Résultat | Marque |
| ---- | --------------------------------- | ---------- | -------- | ------ |
| 1999 | Championnats du monde cadets      | Bydgoszcz  | 4e       | 7,54 m |
| 2003 | Coupe d'Europe                    | Florence   | 1er      | 8,16 m |
| 2003 | Championnats d'Europe espoirs     | Bydgoszcz  | 1er      | 8,24 m |
| 2003 | Championnats du monde             | Paris      | 12e      | 7,72 m |
| 2003 | Finale mondiale                   | Monaco     | 8e       | 7,22 m |
| 2005 | Championnats d'Europe en salle    | Madrid     | finale   | NM     |
| 2006 | Championnats du monde en salle    | Moscou     | 4e       | 8,10 m |
| 2006 | Championnats d'Europe             | Göteborg   | 8e       | 7,84 m |
| 2006 | Finale mondiale                   | Stuttgart  | 3e       | 8,29 m |
| 2007 | Championnats d'Europe en salle    | Birmingham | 2e       | 8,02 m |
| 2008 | Jeux olympiques                   | Pékin      | finale   | NM     |
| 2009 | Championnats d'Europe par équipes | Leiria     | 3e       | 7,91 m |
| 2009 | Jeux méditerranéens               | Pescara    | 3e       | 8,20 m |
| 2009 | Championnats du monde             | Berlin     | 11e      | 7,59 m |
| 2010 | Championnats d'Europe             | Barcelone  | 6e       | 8,09 m |
| 2011 | Championnats d'Europe par équipes | Izmir      | 1er      | 7,90 m |
| 2012 | Championnats du monde en salle    | Istanbul   | 6e       | 7,88 m |
| 2013 | Championnats d'Europe en salle    | Göteborg   | 5e       | 8,00 m |
| 2013 | Championnats d'Europe par équipes | Gateshead  | 2e       | 8,12 m |
| 2013 | Jeux méditerranéens               | Mersin     | 1er      | 8,14 m |
| 2013 | Championnats du monde             | Moscou     | 10e      | 7,98 m |
| 2014 | Championnats du monde en salle    | Sopot      | 4e       | 8,13 m |
| 2014 | Championnats d'Europe par équipes | Tallinn    | 1er      | 8,25 m |
| 2014 | Championnats d'Europe             | Zurich     | 2e       | 8,15 m |
| 2015 | Championnats d'Europe en salle    | Prague     | 4e       | 7,98 m |
| 2015 | Championnats d'Europe par équipes | Heraklion  | 1er      | 7,77 m |
| 2015 | Championnats des Balkans          | Pitești    | 1er      | 7,90 m |

## Records
| Épreuve          | Épreuve   | Performance | Lieu     | Date           |
| ---------------- | --------- | ----------- | -------- | -------------- |
| Saut en longueur | Plein air | 8,66 m (NR) | Kalamata | 2 juin 2007    |
| Saut en longueur | En salle  | 8,23 m (NR) | Athènes  | 8 février 2014 |